# 尤利·埃德尔斯坦

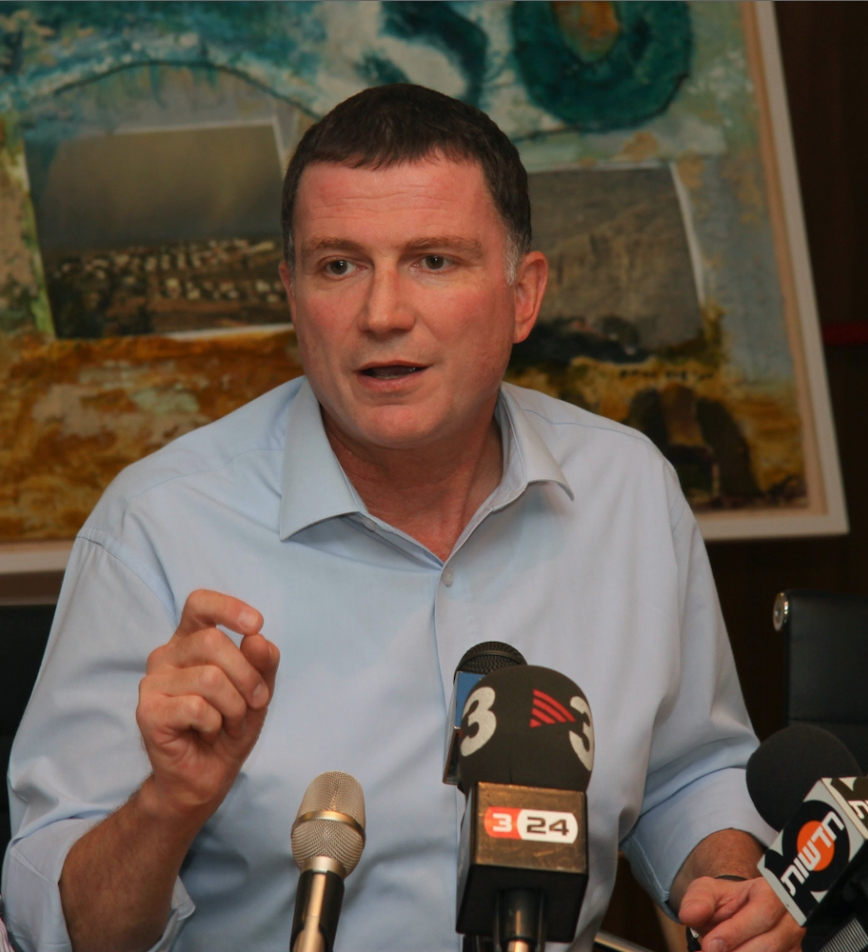

尤利-约埃尔·埃德尔斯坦（希伯來語：יולי יואל אדלשטיין；1958年8月5日—），以色列政治人物。2013年3月至2020年3月，担任以色列国会议长。

## 生平
埃德尔斯坦生于苏联乌克兰苏维埃社会主义共和国切尔诺夫策。受祖父影响而学习希伯来语。曾經就讀莫斯科國立師範大學，期間申請歸化以色列失敗，後跟校內猶太人老師在自宅組成讀書會研習希伯來語，後因相關組織事宜被開除。1987年，移民以色列。1996年至1999年，担任以色列移民安置部部长。2009年至2013年，担任以色列信息及海外犹太人事务部部长。